# Voetbalbond van Samoa
De Voetbalbond van Samoa of Football Federation Samoa (FFC) is de voetbalbond van Samoa. 
De voetbalbond werd opgericht in 1968 en is sinds 1986 lid van de Oceania Football Confederation (OFC) en in 1986 werd de bond lid van de FIFA. De voetbalbond is onder andere verantwoordelijk voor het Samoaans voetbalelftal en de nationale voetbalcompetitie, de Samoa National League.

## President
In januari 2022 was de president Samuel Petaia.